# 中亚草原蒿
中亚草原蒿（学名：Artemisia depauperata）是菊科蒿属的植物。分布在俄罗斯、蒙古以及中国大陆的新疆等地，生长于海拔2,270米至2,600米的地区，多生在山坡或草原等地，目前尚未由人工引种栽培。

## 别名
“诺姆杭-博尔”（蒙语名）